# 马克西米利安街

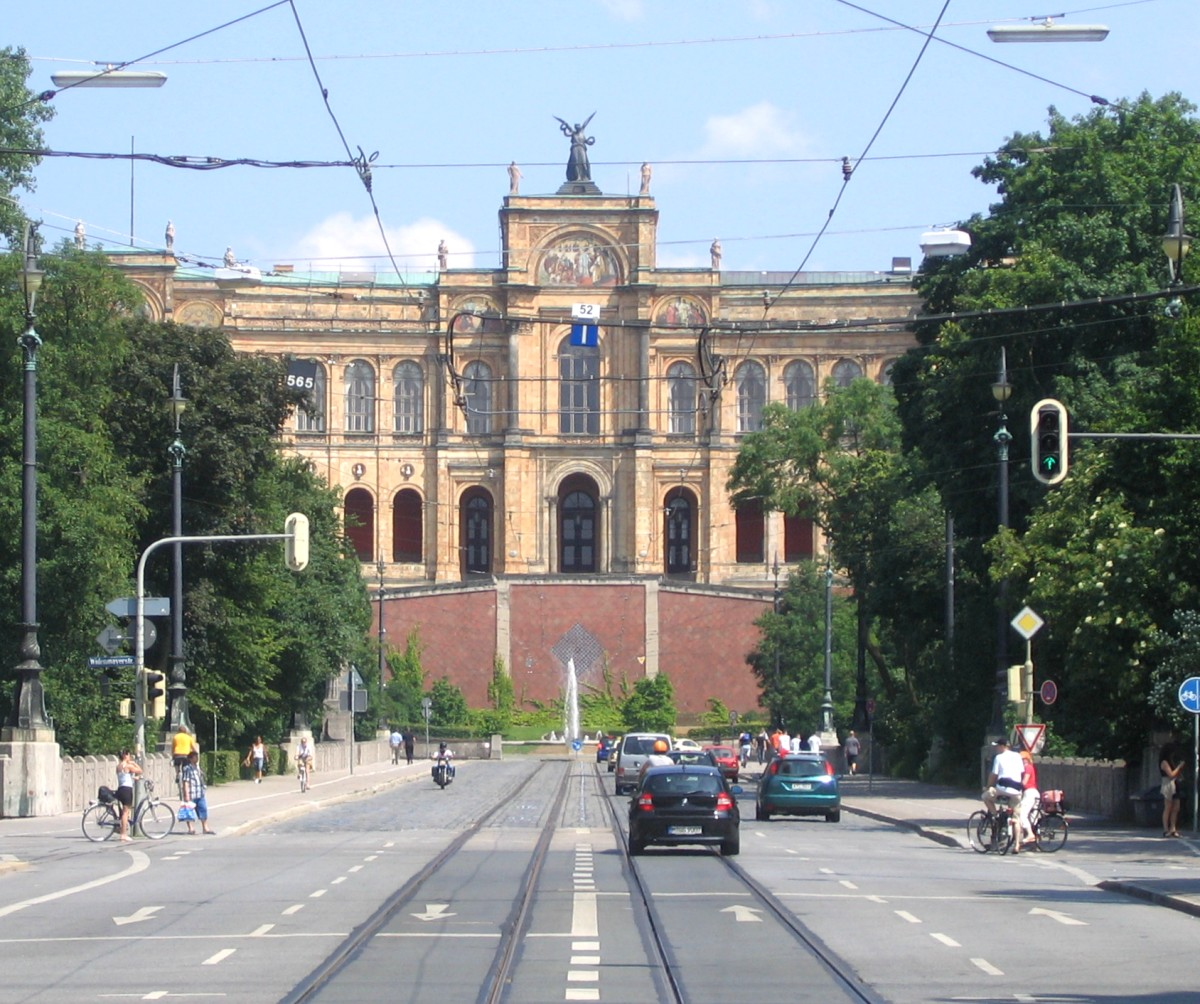
马克西米利安纪念馆

马克西米利安奥大街（Maximilianstraße）是德国慕尼黑的4条皇家大道之一，由巴伐利亚国王马克西米利安二世于1850年开始兴建，也因他而得名。首席建筑师是Friedrich Bürklein。
它开始于“马克思·约瑟夫广场”，王宫和国家剧院就坐落在那里，然后从西向东。这条大街两侧布满了英国新哥特式的宫殿。沿街的新哥特式建筑还有剧院、上巴伐利亚区政府大楼和州立人种学博物馆（Völkerkundemuseum）。 

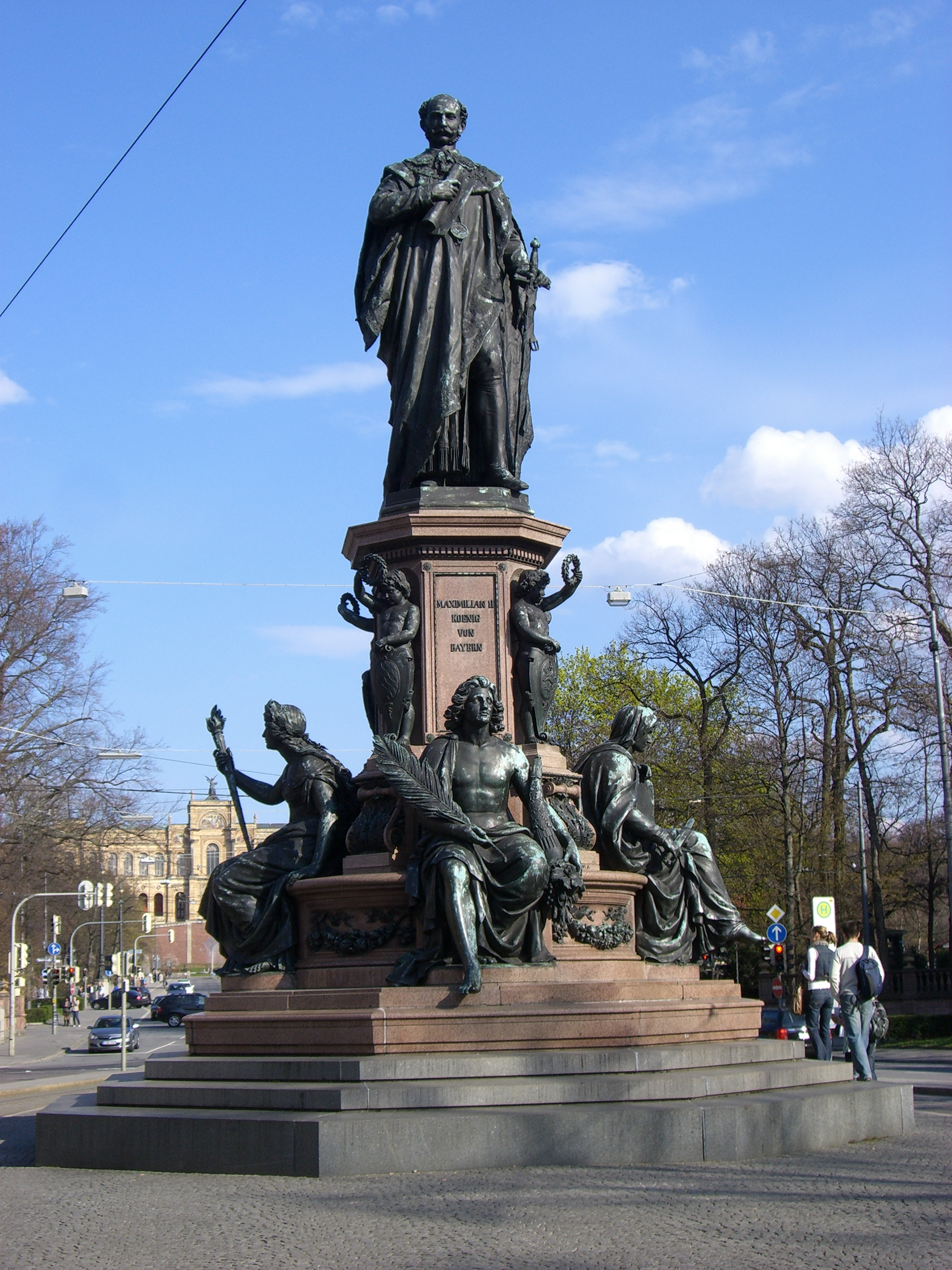
马科斯二世纪念碑

穿越伊萨尔河后，这条大街环绕马克西米利安纪念馆（Maximilianeum），巴伐利亚州议会（Landtag of Bavaria）就设在其内。 

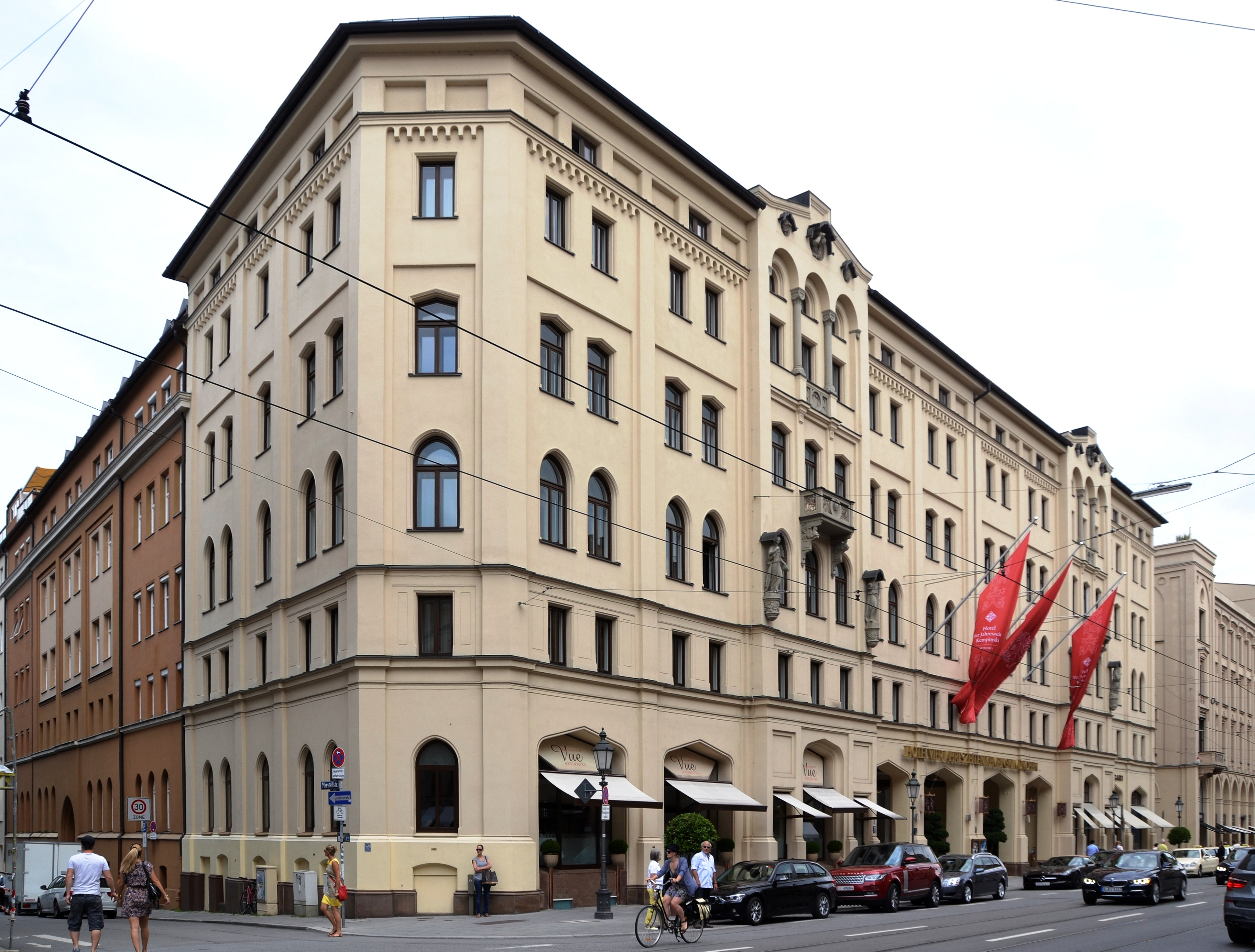
四季酒店

马克西米利安街的西部以时装店、奢侈品商店、珠宝店著称，还拥有慕尼黑最重要的五星级酒店之一四季酒店（Hotel Vier Jahreszeiten）。  